# Karol Kochanowski
Karol Kochanowski herbu Korwin – podkomorzy radomski w 1794 roku, miecznik sandomierski w latach 1787-1794, wojski mniejszy sandomierski w latach 1786-1787, skarbnik sandomierski w latach 1784-1786, szambelan królewski.
Był komisarzem Sejmu Czteroletniego z powiatu sandomierskiego województwa sandomierskiego do szacowania intrat dóbr ziemskich w 1789 roku.